# Dheepan
Dheepan er en fransk spillefilm fra 2015 skrevet og instrueret af den franske instruktør Jacques Audiard. Filmen er delvist inspireret af Montesquieus Persiske breve. Filmen vandt Palme d'Or ved Filmfestivalen i Cannes i 2015. Filmmusikken er komponeret af Nicolas Jaar.
Filmen handler om tre Tamilere, der er flygtet fra Sri Lanka og drager mod Paris.

## Medvirkende
- Antonythasan Jesuthasan som Dheepan
- Kalieaswari Srinivasan som Yalini
- Claudine Vinasithamby som Illayaal
- Vincent Rottiers som Brahim
- Marc Zinga som Youssouf

## Eksterne links
- Dheepan på Internet Movie Database (engelsk)
- Dheepan på Filmdatabasen
- Dheepan på Scope
- Dheepan i Svensk Filmdatabas (svensk)
- Dheepan på AlloCiné (fransk)
- Dheepan på MovieMeter (nederlandsk)
- Dheepan på AllMovie (engelsk)
- Dheepan på The Movie Database (engelsk)
- Dheepan på Rotten Tomatoes (engelsk)
- Dheepan på Metacritic (engelsk)
- Dheepan at Why Not Productions Arkiveret 25. maj 2015 hos  Wayback Machine (fransk)

| Priser                 | Priser                | Priser           |
| ---------------------- | --------------------- | ---------------- |
| Foregående: Vintersøvn | Den Gyldne Palme 2015 | Efterfølgende: - |